# Eckerö Line
Ej att förväxla med Eckerölinjen, operatör Eckerö–Grisslehamn inom samma koncern.
Eckerö Line är ett åländskt rederi som trafikerar färjelinjen Helsingfors–Tallinn med två fartyg. Kryssningsfärjan M/S Finlandia utgående från Västra terminalen 2 i Helsingfors och ro-ro-fartyget M/S Finbo Cargo utgående från Nordsjö hamn i Helsingfors. Eckerö Line ingår i Eckerökoncernen. Rederiet bildades 1994 som Eestin Linjat och var samägt av Rederiaktiebolaget Eckerö och Birka Line, 1998 antogs det nuvarande namnet.

## Fartyg

### Nuvarande flotta
| Fartyg          | Typ             | Byggt | I tjänst | Dödvikt   | Passagerare | Nuvarande rutt        | Anmärkning | Flagga  | Bild |
| --------------- | --------------- | ----- | -------- | --------- | ----------- | --------------------- | ---------- | ------- | ---- |
| M/S Finlandia   | Kryssningsfärja | 2001  | 2012–    | 36 365 GT | 2 080       | Helsingfors – Tallinn |            | Finland |      |
| M/S Finbo Cargo | Ro-ro-fartyg    | 2000  | 2019–    | 22 152 GT | 366         | Nordsjö – Muuga       |            | Finland |      |

### Tidigare fartyg
| Fartyg          | Byggt | I tjänst            | Anmärkning                      |
| --------------- | ----- | ------------------- | ------------------------------- |
| M/S Alandia     | 1972  | 1994–1998 2003–2005 | Skrotad i Alang, Indien 2021.   |
| M/S Apollo      | 1970  | 1995–1997           | Skrotad i Aliağa, Turkiet 2021. |
| M/S Translandia | 1976  | 2004–2014           | Skrotad i Alang, Indien 2014.   |
| M/S Nordlandia  | 1981  | 1998–2013           | M/S Almariya sedan 2016.        |